# Chester Gorman
Chester Gorman (* 11. März 1938 in Oakland; † 7. Juni 1981 in Sacramento) war ein US-amerikanischer Anthropologe und Archäologe.
Chester Gorman wuchs auf dem Milchviehbetrieb seiner Eltern in Elk Grove, Kalifornien, auf. Er studierte an der Sacramento State University und später an der Universität von Hawaii in Honolulu, wo er seinen Magisterabschluss absolvierte und promoviert wurde.
Chester Gorman arbeitete hauptsächlich in Südostasien. Zu seinen wichtigsten Ausgrabungstätigkeiten gehörten die Stätten Ban Chiang im Isan (Nordost-Thailand) und die Phimaen-Höhle in Nord-Thailand. Die Phimaen-Höhle gehört zu den wichtigsten Fundorten der Hoabinhian-Kultur.
Chester Gorman starb am 7. Juni 1981 in Sacramento an Krebs.